# Lady Writer
Lady Writer è un singolo del gruppo musicale britannico Dire Straits: pubblicato nel luglio 1979, fu l'unico singolo estratto dall'album Communiqué. Il brano è un rock di media velocità, in cui ricorrono tutte le peculiarità tipiche delle sonorità dei primi Dire Straits.

## Significato della canzone
La canzone è incentrata su di un monologo interiore dell'io-lirico che, dopo aver notato la somiglianza fisica tra un'affascinante scrittrice intervistata alla televisione e una ex-compagna, effettua un parallelo fra le due donne, richiamando così alla memoria gli aspetti deludenti della personalità dell'ex-partner.
Nel Regno Unito il brano è stato utilizzato anche come sigla di una trasmissione televisiva sulle scrittrici.

## Formazione
- Mark Knopfler – voce e chitarra elettrica
- John Illsley – basso e cori
- David Knopfler – chitarra elettrica e cori
- Pick Withers – batteria

## Classifiche
| Classifica (1979) | Posizione massima |
| ----------------- | ----------------- |
| Canada            | 51                |
| Francia           | 34                |
| Nuova Zelanda     | 39                |
| Paesi Bassi       | 18                |
| Regno Unito       | 51                |
| Spagna            | 26                |
| Stati Uniti       | 45                |